# Chelidonium siamense
Chelidonium siamense är en skalbaggsart som beskrevs av Cenek Podany 1974. Chelidonium siamense ingår i släktet Chelidonium och familjen långhorningar. Inga underarter finns listade i Catalogue of Life.